# Scottish Premier League 2002/03
Die Scottish Premier League wurde 2002/03 zum fünften Mal ausgetragen. Es war zudem die 106. Austragung der höchsten Fußball-Spielklasse innerhalb der Scottish Football League, in welcher der Schottische Meister ermittelt wurde. In der Saison 2002/03 traten 12 Vereine in insgesamt 38 Spieltagen gegeneinander an. Jedes Team spielte jeweils einmal zu Hause und auswärts gegen jedes andere Team in der 1. Runde. Danach wurde die Liga auf zwei Hälften geteilt, in denen die Mannschaften noch einmal gegeneinander spielen. Bei Punktgleichheit zählte die Tordifferenz.
Die Glasgow Rangers gewannen zum insgesamt 50. Mal in der Vereinsgeschichte die schottische Meisterschaft. Die Rangers qualifizierten sich als Meister für die Champions League Saison-2003/04. Vizemeister Celtic Glasgow spielte auch in der Champions League wegen der verbesserten Position von Schottland in der UEFA-Fünfjahreswertung. Der unterlegene Pokalfinalist, der FC Dundee, sowie der Drittplatzierte Heart of Midlothian qualifizierten sich für den UEFA-Pokal. In dieser Saison gab es keinen Absteiger in die First Division, weil der eigentliche Aufsteiger, der FC Falkirk keine Lizenz bekam. Mit 28 Treffern wurde Henrik Larsson von Celtic Glasgow Torschützenkönig.

## 1. Runde

### Tabelle
| Pl. | Verein                 | Sp. | S  | U  | N  | Tore    | Diff. | Punkte |
| --- | ---------------------- | --- | -- | -- | -- | ------- | ----- | ------ |
| 1.  | Glasgow Rangers (P, L) | 33  | 28 | 3  | 2  | 086:230 | +63   | 87     |
| 2.  | Celtic Glasgow (M)     | 33  | 26 | 4  | 3  | 081:220 | +59   | 82     |
| 3.  | Heart of Midlothian    | 33  | 16 | 9  | 8  | 055:470 | +8    | 57     |
| 4.  | FC Kilmarnock          | 33  | 14 | 8  | 11 | 043:460 | −3    | 50     |
| 5.  | Dunfermline Athletic   | 33  | 13 | 5  | 15 | 048:560 | −8    | 44     |
| 6.  | FC Dundee              | 33  | 10 | 12 | 11 | 044:480 | −4    | 42     |
| 7.  | Hibernian Edinburgh    | 33  | 11 | 6  | 16 | 046:580 | −12   | 39     |
| 8.  | FC Aberdeen            | 33  | 9  | 10 | 14 | 032:480 | −16   | 37     |
| 9.  | FC Livingston          | 33  | 8  | 8  | 17 | 041:500 | −9    | 32     |
| 10. | Partick Thistle (N)    | 33  | 6  | 11 | 16 | 029:500 | −21   | 29     |
| 11. | Dundee United          | 33  | 5  | 10 | 18 | 029:610 | −32   | 25     |
| 12. | FC Motherwell          | 33  | 6  | 6  | 21 | 035:600 | −25   | 24     |

Platzierungskriterien: 1. Punkte – 2. Tordifferenz – 3. geschossene Tore

| Saison 2002/03 |

| Zum Saisonende 2001/02 |                                   |
| (M)                    | Meister des Vorjahres             |
| (P)                    | Pokalsieger des Vorjahres         |
| (L)                    | Ligapokalsieger des Vorjahres     |
| (N)                    | Aufsteiger aus der First Division |

## 2. Runde

### Meisterschafts-Play-offs
| Pl. | Verein                 | Sp. | S  | U  | N  | Tore    | Diff. | Punkte |
| --- | ---------------------- | --- | -- | -- | -- | ------- | ----- | ------ |
| 1.  | Glasgow Rangers (P, L) | 38  | 31 | 4  | 3  | 101:280 | +73   | 97     |
| 2.  | Celtic Glasgow (M)     | 38  | 31 | 4  | 3  | 098:260 | +72   | 97     |
| 3.  | Heart of Midlothian    | 38  | 18 | 9  | 11 | 057:510 | +6    | 63     |
| 4.  | FC Kilmarnock          | 38  | 16 | 9  | 13 | 047:560 | −9    | 57     |
| 5.  | Dunfermline Athletic   | 38  | 13 | 7  | 18 | 054:710 | −17   | 46     |
| 6.  | FC Dundee              | 38  | 10 | 14 | 14 | 050:600 | −10   | 44     |

| Saison 2002/03 |

| Zum Saisonende 2001/02 |                               |
| (M)                    | Meister des Vorjahres         |
| (P)                    | Pokalsieger des Vorjahres     |
| (L)                    | Ligapokalsieger des Vorjahres |

### Abstiegs-Play-offs
| Pl. | Verein              | Sp. | S  | U  | N  | Tore    | Diff. | Punkte |
| --- | ------------------- | --- | -- | -- | -- | ------- | ----- | ------ |
| 7.  | Hibernian Edinburgh | 38  | 15 | 6  | 17 | 056:640 | −8    | 51     |
| 8.  | FC Aberdeen         | 38  | 13 | 10 | 15 | 041:540 | −13   | 49     |
| 9.  | FC Livingston       | 38  | 9  | 8  | 21 | 048:620 | −14   | 35     |
| 10. | Partick Thistle (N) | 38  | 8  | 11 | 19 | 037:580 | −21   | 35     |
| 11. | Dundee United       | 38  | 7  | 11 | 20 | 035:680 | −33   | 32     |
| 12. | FC Motherwell       | 38  | 7  | 7  | 24 | 045:710 | −26   | 28     |

| Zum Saisonende 2001/02 |                                   |
| (N)                    | Aufsteiger aus der First Division |

## Auszeichnungen während der Saison
| Monat          | Trainer des Monats                     | Spieler des Monats                      |
| -------------- | -------------------------------------- | --------------------------------------- |
| August 2002    | John Lambie (Partick Thistle)          | Mark de Vries (Heart of Midlothian)     |
| September 2002 | Alex McLeish (Glasgow Rangers)         | Jean-Louis Valois (Heart of Midlothian) |
| Oktober 2002   | Bobby Williamson (Hibernian Edinburgh) | Fernando Ricksen (Glasgow Rangers)      |
| November 2002  | Martin O’Neill (Celtic Glasgow)        | Henrik Larsson (Celtic Glasgow)         |
| Dezember 2002  | Jim Jefferies (FC Kilmarnock)          | John Hartson (Celtic Glasgow)           |
| Januar 2003    | Jim Duffy (FC Dundee)                  | Barry Ferguson (Glasgow Rangers)        |
| Februar 2003   | Alex McLeish (Glasgow Rangers)         | Lee Wilkie (FC Dundee)                  |
| März 2003      | Jim Duffy (FC Dundee)                  | Tam McManus (Hibernian Edinburgh)       |
| April 2003     | Craig Levein (Heart of Midlothian)     | Bobo Baldé (Celtic Glasgow)             |

## Die Meistermannschaft der Glasgow Rangers
(Spieler mit mindestens 5 Einsätzen wurden berücksichtigt; in Klammern sind die Spiele und Tore angegeben)
| 1.              | Glasgow Rangers |
| Glasgow Rangers | - Tor: Stefan Klos (38/-) - Abwehr: Lorenzo Amoruso (24/4), Bert Konterman (16/-), Robert Malcolm (24/1), Craig Moore (35/3), Arthur Numan (26/1), Fernando Ricksen (35/3), Maurice Ross (20/1) - Mittelfeld: Mikel Arteta (27/4), Ronald de Boer (33/16), Barry Ferguson (36/16), Stephen Hughes (12/1), Russell Latapy (7/-), Neil McCann (18/2) - Sturm: Schota Arweladse (30/15), Claudio Caniggia (26/8), Billy Dodds (6/-), Peter Løvenkrands (27/9), Michael Mols (27/13) - Trainer: Alex McLeish |

## Torschützenliste
| Platz | Spieler         | Nationalität | Club                 | Tore |
| ----- | --------------- | ------------ | -------------------- | ---- |
| 1.    | Henrik Larsson  | Schweden     | Celtic Glasgow       | 28   |
| 2.    | Stevie Crawford | Schottland   | Dunfermline Athletic | 19   |
| 3.    | John Hartson    | Wales        | Celtic Glasgow       | 18   |
| 4.    | Ronald de Boer  | Niederlande  | Glasgow Rangers      | 16   |
|       | Barry Ferguson  | Schottland   | Glasgow Rangers      | 16   |
|       | Alex Burns      | Schottland   | Partick Thistle      | 16   |